# 1247 هـ
1247 هـ هي سنة في التقويم الهجري امتدت مقابلةً في التقويم الميلادي بين سنتي 1831 و1832.

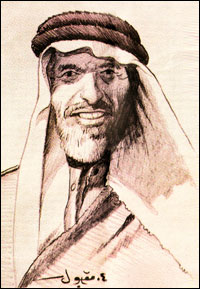
محمد بن لعبون

## أحداث
- انتشار الطاعون في بغداد وجنوب العراق والكويت واجزاء من نجد، وسميت تلك السنة في الكويت بسنة الطاعون.
- 27 ذو الحجة
  - ثورة المفتي عبد الغني آل جميل ضد الوالي العثماني علي رضا في بغداد.
  - الجيش المصري بقيادة «أحمد المونوكلي» يفتح مدينة عكا بعد حصار دام 6 أشهر أتى بعد إعلان والي مصر محمد علي باشا الحرب على والي عكا «عبد الله باشا» بحجة إيوائه 6 آلاف من المصريين الفارين من التجنيد ورفضه إرسال الأخشاب لبناء الأسطول المصري.
- السلطان المغربي عبد الرحمن بن هشام يعين المختار بن عبد المالك الجامعي في منصب الصدر الأعظم مكان محمد بن إدريس العمراوي باقتراح من رؤساء جيش الأوداية بعد عقدهم الصلح وانهاء تمردهم.

## مواليد
- الإمام الثالث للدولة السعودية الثانية وحفيد مؤسسها الأمام عبد الله بن فيصل بن تركي.
- بهار الشيرواني
- نذير أحمد

## وفيات
- أنطون زخورة
- رضا بن محمد أمين الهمداني
- محمد بن لعبون